# Науково-технічна бібліотека ім. Г. І. Денисенка КПІ ім. Ігоря Сікорського

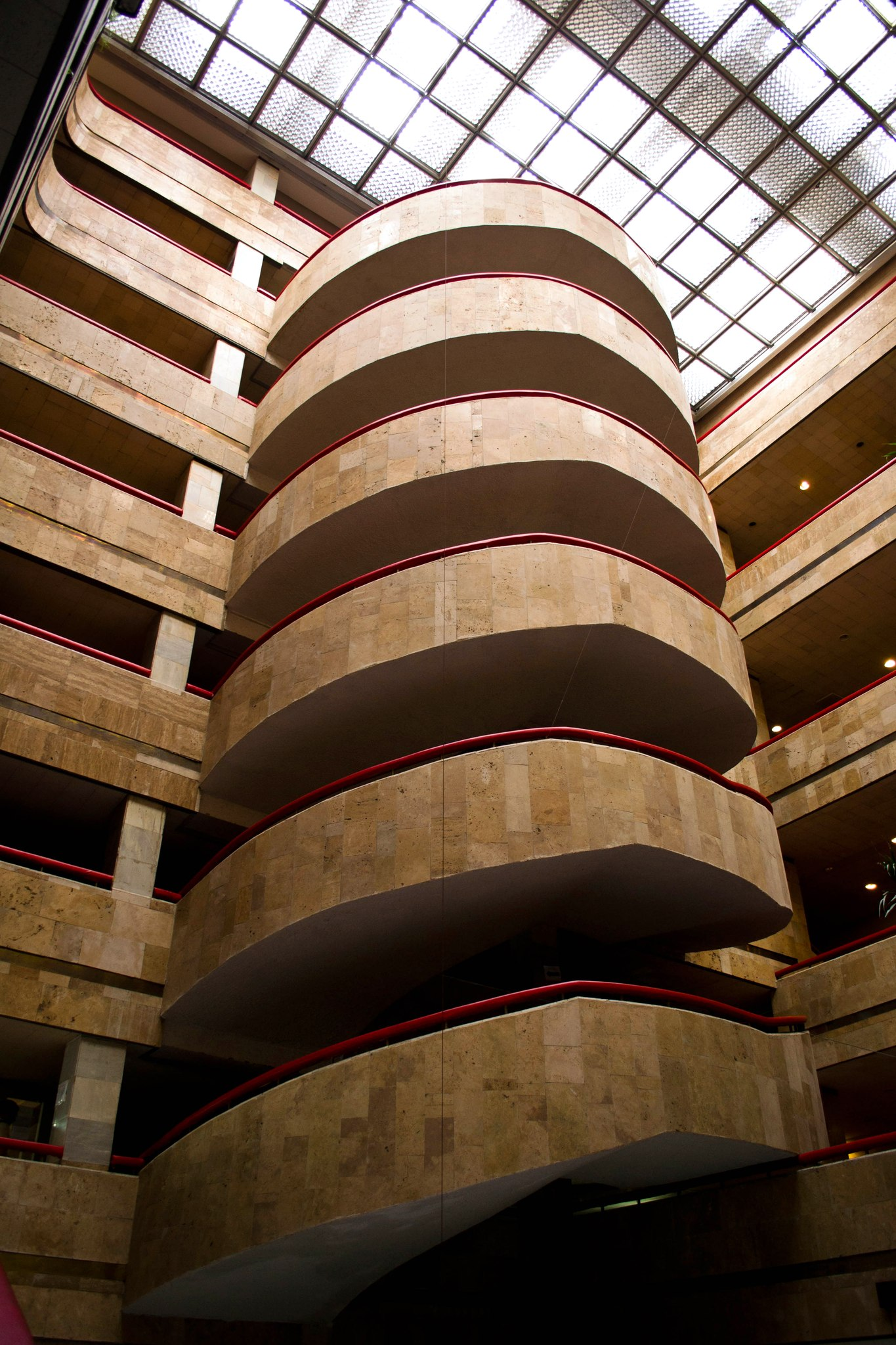
Сходи у бібліотеці

Науково-технічна бібліотека ім. Г. І. Денисенка Національного технічного університету України «Київський політехнічний інститут імені Ігоря Сікорського» (Бібліотека КПІ) — найбільша технічна університетська бібліотека України, заснована у 1898 році. Інформаційний та комунікаційний, науковий та культурно-освітній центр університету.
У бібліотеці зареєстровано понад 24 тисячі користувачів, з яких 20 тисячі — студенти. Фонд налічує більше 2,4 мільйонів примірників.

## Історія

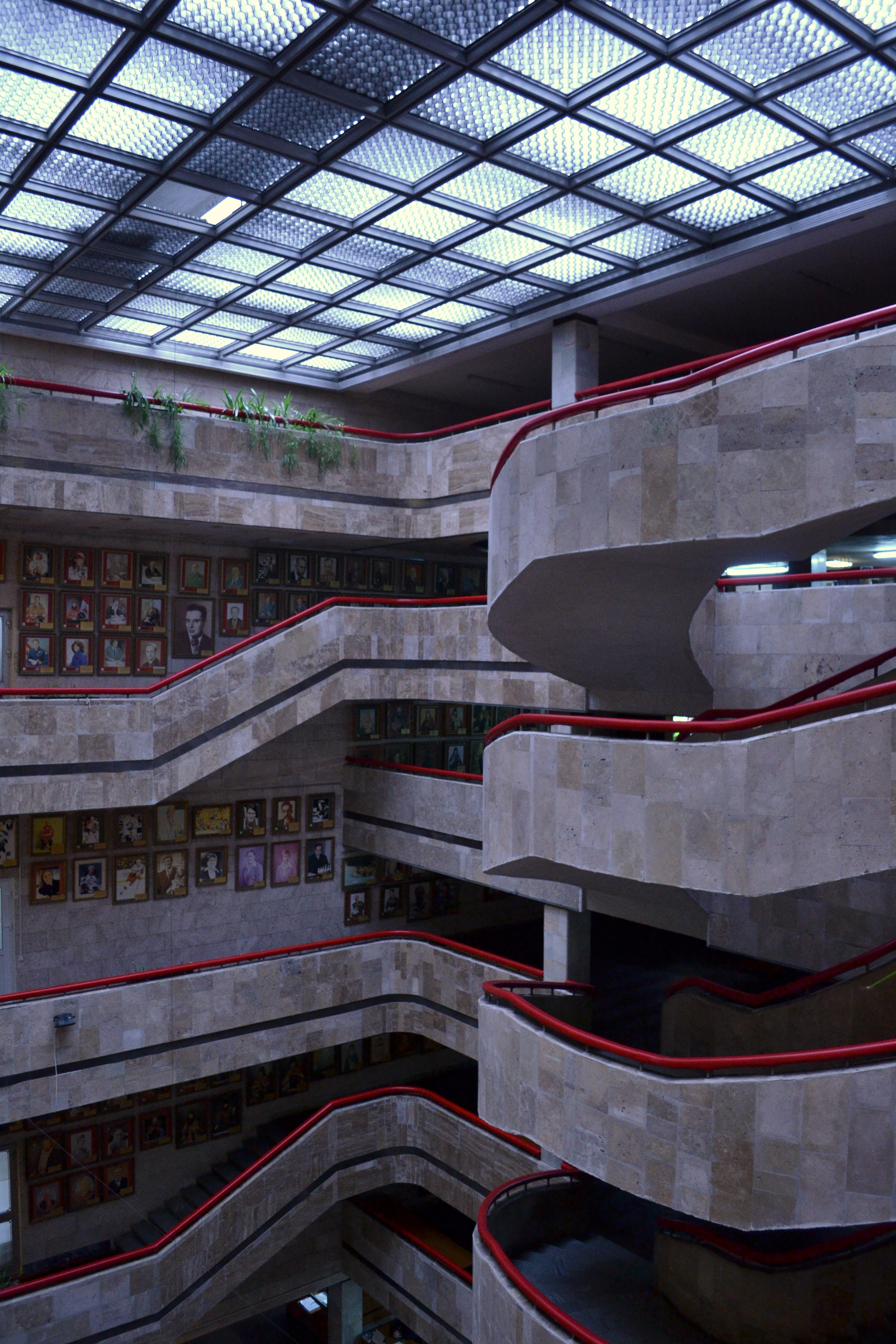
Хол бібліотеки

У 1898 році в Київському політехнічному інституті імені імператора Олександра II було засновано Фундаментальну бібліотеку. Її першим директором і бібліотекарем в одній особі став майбутній академік Української Академії Наук Микола Федотович Біляшівський — відомий історик, етнограф і археолог. За час його роботи (1898—1902 рр.) бібліотеку було укомплектовано необхідною науковою і навчально-педагогічною літературою, а зв'язки, які він мав з вітчизняними та зарубіжними книжковими фірмами, забезпечували постійне поповнення бібліотечних фондів новими надходженнями.
У складні часи революційних подій і громадянської війни 1917—1921 рр. бібліотека практично не отримувала коштів на книжкові придбання, але роботу не припиняла. З 1922 року комплектування фонду бібліотеки поліпшується. Поступово відновлюються міжнародні зв'язки. 1922—1929 рр. працівники бібліотеки проводять значну роботу по впорядкуванню фондів згідно з міжнародною бібліотечною системою. До кінця 20-х років, Бібліотека КПІ стає потужною технічною бібліотекою, фонд якої включає класичні твори з математики, фізики, хімії, інженерної справи, філософії.
У 30-х роках відбувається значне розширення бібліотеки. Саме в цей період в бібліотеці з'являються відділи науково-технічної літератури, періодики, окремо був створений відділ технічної документації. Створюються відділи соціально-економічної літератури та бібліографії, відділ комплектування і опрацювання літератури. В 1941 році Бібліотека КПІ визнана однією з найкращих серед бібліотек вищих навчальних закладів республіки.
Найважчим в історії бібліотеки став період 1941—1943 рр. Другої світової війни. Бібліотеку не встигли евакуювати, вона залишилась в Києві і була частково зруйнована і розкрадена. Багато цінних книг було вивезено до Німеччини та Австрії. Загалом, за період окупації бібліотека втратила 144843 примірників видань.
У другій половині листопада 1943 року роботу бібліотеки було відновлено.
1 жовтня 1944 року, разом з початком занять в КПІ, в хімічному корпусі, який найменше постраждав від руйнувань, було відкрито філіал і абонемент бібліотеки.
Подальший бурхливий розвиток КПІ, відкриття нових факультетів та філіалів інституту сприяло розвитку бібліотеки. В 1965 році бібліотека отримала статус науково-технічної.
З 1980 року бібліотека обслуговує користувачів в новому приміщенні, збудованому в центрі кампусу університету — на площі Знань.
Спеціалізований корпус бібліотеки, споруджений за ініціативою ректора КПІ Г. Денисенка, авторським колективом Київського науково-дослідного інституту експериментального проектування у співпраці зі співробітниками КПІ. Автори проекту — архітектори В. Лиховодов (керівник), А. Зиков, В. Кісейко, інж. Д. Ганелин. Об'єм споруди — понад 56 тис. куб. м, загальна площа — 13869 кв. м, з них корисна — 10533 кв. м, площа книгосховища (на 2,5 млн.томів) — 4141 кв. м. Загальна форма будівлі наближена до паралелепіпеда. Південну частину займає восьмиповерхове книгосховище, північну — бібліотечні приміщення.
Будівля науково-технічної бібліотеки є вдалим зразком синтезу архітектури і монументально-декоративного мистецтва кін. 1970-х — поч. 1980-х рр.
В дні святкування 100-річчя КПІ Вчена рада університету присвоїла бібліотеці ім'я Григорія Івановича Денисенка.
З 2018 року проводиться міжнародна конференція «Стратегії розвитку бібліотек: від стратегії до втілення», яку бібліотека КПІ організовує разом зі Всеукраїнською громадською організацією «Українська бібліотечна асоціація» (УБА). Залучає учасників з України, Литви, Польщі, Німеччини, Нідерландів, Білорусі, Казахстану. Регулярність проведення — раз на два роки.
У 2022, бібліотека приєдналася до проекту SUCHO (Saving Ukrainian Cultural Heritage Online) для створення архівних копій баз даних бібліотеки (сайт, каталог, цифрова бібліотека, електронний архів) для хмари SUCHO.
У червні 2022 року бібліотека отримала доступ до міжнародного міжбібліотечного ресурсу RapidILL, який дозволяє замовляти та отримувати матеріали в електронному вигляді з понад 500 провідних бібліотек світу. Крім того, університетським дослідникам, педагогам і студентам доступні такі  ресурси видавців наукової літератури: Research4Life, ACM Digital Library, ScienceDirect, Springer Nature, De Gruyter, а також спеціальні бази даних EBSCO Health, Elsevier Health і BMJ Publishing Group.
Наприкінці 2022 року, бібліотека КПІ приєдналася до Асоціації європейських дослідницьких бібліотек. Також бібліотека реалізує співпрацю з бібліотекою Шеффілдського університету в рамках проекту співпраці цього університету та КПІ ім. Ігор Сікорський.
Восени 2024 року було презентовано чат-бот на основі штучного інтелекту “Прометей Бібліотеки КПІ”: він надає відповіді на питання про роботу бібліотеки, її послуги та ресурси тощо. Бібліотека КПІ стала першою українською бібліотекою, що використала платформу BotpressGPT для створення бібліотечного чат-боту на основі ШІ. 
У листопаді 2024 року на даху бібліотеки було встановлено автономну систему електрозабезпечення. Сонячна електростанція з системою накопичення, що має потужність 14,8 кВт, забезпечує безперебійну роботу електронних ресурсів бібліотеки, стабільний Wi-Fi та можливість підключення до електромережі всередині приміщення під час відключень електроенергії.
Бібліотека КПІ стала переможцем щорічного Всеукраїнського конкурсу “Бібліотека року” (проводиться ВГО “Українська бібліотечна асоціація” спільно з Міністерством культури та інформаційної політики України) у 2018 та 2024 роках.
В березні 2025 року Бібліотека КПІ стала першою українською бібліотекою, що почала надавати послугу “Стюард даних”. 
Сьогодні бібліотека КПІ активно розвивається, має чітку стратегію, яка визначає візію, місію та цінності, а також цілі та ініціативи, необхідні для їх досягнення, за чотирма основними стратегічними напрямами: навчання і розвиток, процеси, клієнти та фінанси.

## Статистика
Штат — 112 працівників. Площа — 14600 м². Основний фонд бібліотеки — більше 2 200 000 примірників, із них:
- рідкісних та цінних видань — понад 9 100
- книг — понад 1 541 000
- періодичних видань —майже 499 000

В електронному архіві містяться більше 64 000 документів. Кількість користувачів — майже 26 000 осіб, із яких 22 154 студенти. Фізичних відвідувань за рік — приблизно 284 000. Відвідувань за рік вебресурсів бібліотеки — понад 293 000.

## Фонди
Основний Фонд бібліотеки налічує більше 2,2 млн одиниць зберігання, що розподілені за наступними фондами:
- Фонд науково-технічної літератури
- Фонд соціально-економічної, гуманітарної та художньої літератури
- Фонд періодичних видань
- Фонд нормативно-технічних та неопублікованих документів

До фонду входять нормативно-технічні та патентні документи, а також неопубліковані наукові документи: дисертації та автореферати дисертацій, звіти з науково-дослідних робіт. Фонд технічної та патентної документації налічує 73 148 примірників. Фонд неопублікованих документів — 24 996 примірники.
- Фонд рідкісних та цінних видань

До Фонду входять документи (друковані та рукописні і машинописні літографовані) до 1945 р. включно. Фонд рідкісних та цінних видань зберігає багато книжкових пам'яток, що яскраво відображають історію розвитку вітчизняної та зарубіжної науки і техніки. Серед них унікальні книжкові видання — окремі курси з технічних дисциплін, багатотомні збірки наукових праць, рідкісні підручники початку XIX ст., роботи вітчизняних і світових класиків науки і техніки, біографічні словники, довідкові видання. А також періодичні видання — журнали, наукові вісники, записки різних наукових організацій та ін.
До складу фонду входять іноземні та вітчизняні стародруки, серед яких видання до 1830 років: «Основи хімії» нідерландського лікаря і вченого Германа Бургаве 1732 року, роботи з прикладної хімії французького хіміка та державного діяча Ж. А. Шапталя «Elemens de chymie» 1796 року, «Chimie appliquée aux arts» 1807 року, твори видатного шведського хіміка і фармацевта, першовідкривача багатьох неорганічних та органічних речовин К. В. Шеєле «Opuscula chemica et physica» 1788 року. Унікальним є багатотомне видання «Dictionnaire technologique, ou nouveau dictionnaire universel des arts et métiers, et de l'économie industrielle et commerciale», яке було надруковане протягом 1822—1829 рр. у Франції, що дає уявлення про розвиток технологій та ремесел на початку XIX ст.
Унікальною в колекції бібліотеки є робота Бернара Белідора «Architecture hydraulique, ou L'art de conduire, d'élever et de ménager les eaux pour les différens besoins de la vie» 1819 року — зібрання знань в галузі практичної й прикладної механіки. Ця книга вважається і одним з перших в Європі довідників з інженерної справи з ґрунтовною теоретичною базою.
Окрім видань технічного напрямку, у фонді представлено літературу з питань архітектури і мистецтва, художні твори та мемуари. Наприклад, двотомник «Руководство к истории искусств» німецького вченого Франца Куглера та «История живописи» Олександра Бенуа.
Від початку формування бібліотеки до фонду надходила велика кількість періодичних видань XIX- поч. XX століття. Зокрема, тут зберігається один з перших технічних журналів Європи «Polytedinische Journal» («Політехнічний журнал») — з 1822 по 1899 років. Протягом всього XIX століття він був важливим джерелом технічних знань, культури і технологій.
Фонд налічує понад 9 000 примірників. Документи зібрані в читальній залі № 3.5 та Залі історії Київської політехніки.

## Електронні ресурси
Відкритий електронний архів наукових та освітніх матеріалів Національного технічного університету України «Київський політехнічний інститут» - Електронний архів наукових та освітніх матеріалів накопичує, зберігає, розповсюджує та забезпечує довготривалий, постійний та надійний доступ через Інтернет до наукових та освітніх матеріалів професорсько-викладацького складу, співробітників, студентів, аспірантів та докторантів КПІ ім. Ігоря Сікорського.
Основний фонд бібліотеки представлено через електронний каталог (ЕК). Це база даних, яка представляє фонд бібліотеки на твердих носіях, відображає наявність та місце знаходження примірників у бібліотеці, умови користування ними. В ЕК також частково представлено електронні ресурси віддаленого доступу, зокрема електронні версії документів, розміщені в ElAKPI — відкритому електронному архіві наукових та освітніх матеріалів КПІ ім. Ігоря Сікорського.
У 2022 р. було запущено пошукову систему «Каталог+» — єдину точку доступу до всіх ресурсів Бібліотеки КПІ: електронного каталогу, е-архіву ELAKPI, Цифрової бібліотеки Київської політехніки та окремих повнотекстових баз даних відкритого доступу на базі програмного забезпечення VuFind.
На веб-порталі представлено документи XVIII — початку XX ст., що мають наукову, історичну, культурну цінність для дослідників історії, науки і техніки, для історії КПІ ім. Ігоря Сікорського.
Документи розподілені на колекції:
- види бібліотечних документів (книги, періодичні видання, фото-, аудіо- і фотоматеріали тощо)
- тематичні колекції (об'єднані за конкретною ознакою)
- систематична класифікація (за галузями знань).

Завдяки ресурсу всі охочі матимуть можливість переглянути у відкритому доступі оцифровані видання, фото- аудіо- та відеоматеріали, архівні документи культурного надбання.

## Центр інформаційної підтримки освіти та досліджень
Одна з пріоритетних стратегічних цілей Бібліотеки — якісний інформаційний супровід дослідників Університету для інтегрування КПІ ім. Ігоря Сікорського в світовий науково-освітній простір. Для реалізації цілі створено Центр інформаційної підтримки освіти та досліджень, що надає послуги та підтримує ресурси, спрямовані на сприяння публікаційній активності та підвищення репутації як окремих дослідників, так і Університету в цілому.

## Освітній простір для змістовного дозвілля
Бібліотека розвивається як відкритий освітній простір, що спонукає до творення нових ідей, пропонує ресурси та сервіси не лише для навчання, викладання та дослідження, а й для спілкування, змістовного дозвілля та розвитку творчої особистості. Щороку в бібліотеці проходить понад 300 винахідницьких, науково-популярних, культурно-просвітницьких, мистецьких заходів, що допомагають стати успішними, набути лідерських та бізнесових навичок, просувати та практично реалізовувати свої ідеї, винаходи та розробки.
У 2021 році бібліотека КПІ долучилася до національного проєкту «Дія. Цифрова освіта» та стала хабом цифрової освіти.
З липня 2021 на базі бібліотеки проходять іспити на рівень володіння державною мовою.

## Смартукриття CLUST SPACE
25 січня 2024 року, в приміщенні книгосховища науково-технічної бібліотеки відкрили перше в Україні смартукриття для студентів CLUST SPACE. Це багатофункціональне бомбосховище, що займає площу 600 квадратних метрів та поєднує в собі функції безпечного укриття та коворкінгу. Простір включає оупенспейс, який можна використовувати для лекцій, презентацій, конференцій, івентів або як аудиторію для індивідуального навчання. Також є читацькі та ігрові зали, кімнати для переговорів і відпочинку, кафетерій, вбиральні та душові. Простір розрахований на одночасне перебування до 500 людей, а вентиляційна система дозволяє перебувати там до 72 годин навіть під час хімічної атаки.
Ініціатором проєкту CLUST SPACE виступив підприємець Руслан Тимофєєв. Дизайн-проєкт розробила студія архітектора Павла Пекера, який має досвід роботи з подібними проєктами в Іраку та Лівії. На реалізацію було витрачено 5 місяців і близько $415 000.

## Артоб'єкти

### Маятник Фуко
В приміщенні бібліотеки встановлено Маятник Фуко, урочисте відкриття якого відбулося 24 лютого 2011 року. Прилад просто і доступно демонструє факт обертання Землі навколо своєї осі, таким чином підтверджуючи геліоцентричну теорію Миколи Коперника, дослідження і висновки Галілео Галілея та інших видатних фізиків і астрономів минулого і сучасності.
Довжина підвісу маятника — 22 м, вага кулі — 43 кг, діаметр кулі — 28 см.

### Монументально-декоративні розписи в холах Бібліотеки КПІ
Чотири поверхи бібліотеки прикрашені монументально-декоративними композиціями, що мають однойменну назву «Людина і природа». Вони створені в 1978—1981 рр. знаменитим українським художником-монументалістом Володимиром Івановичем Пасивенком — лауреатом Державної премії ім. Т. Г. Шевченка. В них через своєрідну метафоричність авторського бачення відтворено багатоманіття природного світу, а стилістика перетлумачує образи українського поетичного кіно, мексиканського муралізму, естетику гіперреалізму. Кожному з чотирьох поверхів Бібліотеки присвячена одна з стихій: перший поверх — «Людина і вогонь», другий — «Людина і вода», третій — «Людина і земля», четвертий — «Людина і небо». Лейтмотивом розписів є роздуми про гармонію взаємовідносин людини з природою в епоху науково-технічного прогресу.